# Stelgidopteryx ruficollis
La rondine aliruvide meridionale (Stelgidopteryx ruficollis (Vieillot, 1817)) è un uccello passeriforme della famiglia Hirundinidae.

## Descrizione
L'adulto ha lunghezza di 13,5 cm e pesa 15 g. È di color marrone sopra, con ali e coda nerastre e codrione grigio chiaro. La gola e il petto superiore sono rossastri con le parti inferiori giallo-bianche. La coda è leggermente biforcuta.

## Biologia
Nidifica in cavità delimitate dall'erba, comprese buche nel terreno o nei muri. Non forma colonie. La nidiata è da 3 a 6 uova bianche, covate dalla femmina per 16-18 giorni e altri 13 giorni per il volo.

### Migrazioni
Gli esemplari del sud di Stelgidopteryx ruficollis ruficollis sono migratori, spostandosi a nord in inverno, mentre quelli settentrionali, Stelgidopteryx ruficollis aequalis, sono stanziali.

## Distribuzione e habitat
La specie è diffusa in America centrale e meridionale, dall'Honduras all'Argentina settentrionale e all'Uruguay.
Si trova nelle aree aperte e radure nella foresta.

## Tassonomia
Comprende quattro sottospecie:
- S. r. decolor Griscom, 1929
- S. r. uropygialis  (Lawrence, 1863)
- S. r. aequalis Bangs, 1901
- S. r. ruficollis  (Vieillot, 1817)